# Руденськ (станція)
Ру́денськ (біл. Ру́дзенск) — проміжна залізнична станція Мінського відділення Білоруської залізниці. Розташована в смт Руденськ Пуховицького району Мінської області Білорусі, за 42 км від Мінського залізничного вокзалу на електрифікованій лінії південно-східного напрямку Мінськ — Жлобин — Гомель.

## Історія
Станцію електрифіковано 1970 року в складі дільниці Мінськ — Пуховичі з відкриттям руху приміських електропоїздів сполученням Мінськ — Руденськ — Пуховичі. 
У січні 2013 року проведена реконструкція станції Руденськ.

## Пасажирське сполучення
7 листопада 2013 року Білоруська залізниця відкрила регулярний рух поїздів міських ліній на ділянці Мінськ — Руденськ. Відстань від столиці Білорусі до Руденська сучасні поїзди міських ліній долають за 48-50 хвилин. На шляху прямування передбачено 11 зупинок, в тому числі Мінськ-Південний, Лощиця, Колядичі, Михановичі, Мачулищі.
З 7 листопада 2013 року Білоруська залізниця також призначила в постійне звернення у ранковий час додатковий поїзд регіональних ліній бізнес-класу № 812/811 сполученням Мінськ — Бобруйськ.
Станція обслуговує приміські пасажирські перевезення. 
Приміське сполучення здійснюється поїздами регіональних ліній економ-класу:
- Мінськ — Руденськ
- Мінськ — Пуховичі
- Мінськ — Осиповичі I
- Мінськ — Жлобин-Пасажирський.

На даному напрямку щоденно курсує бизько 25 пар поїздів регіональних ліній економкласу.

## Галерея

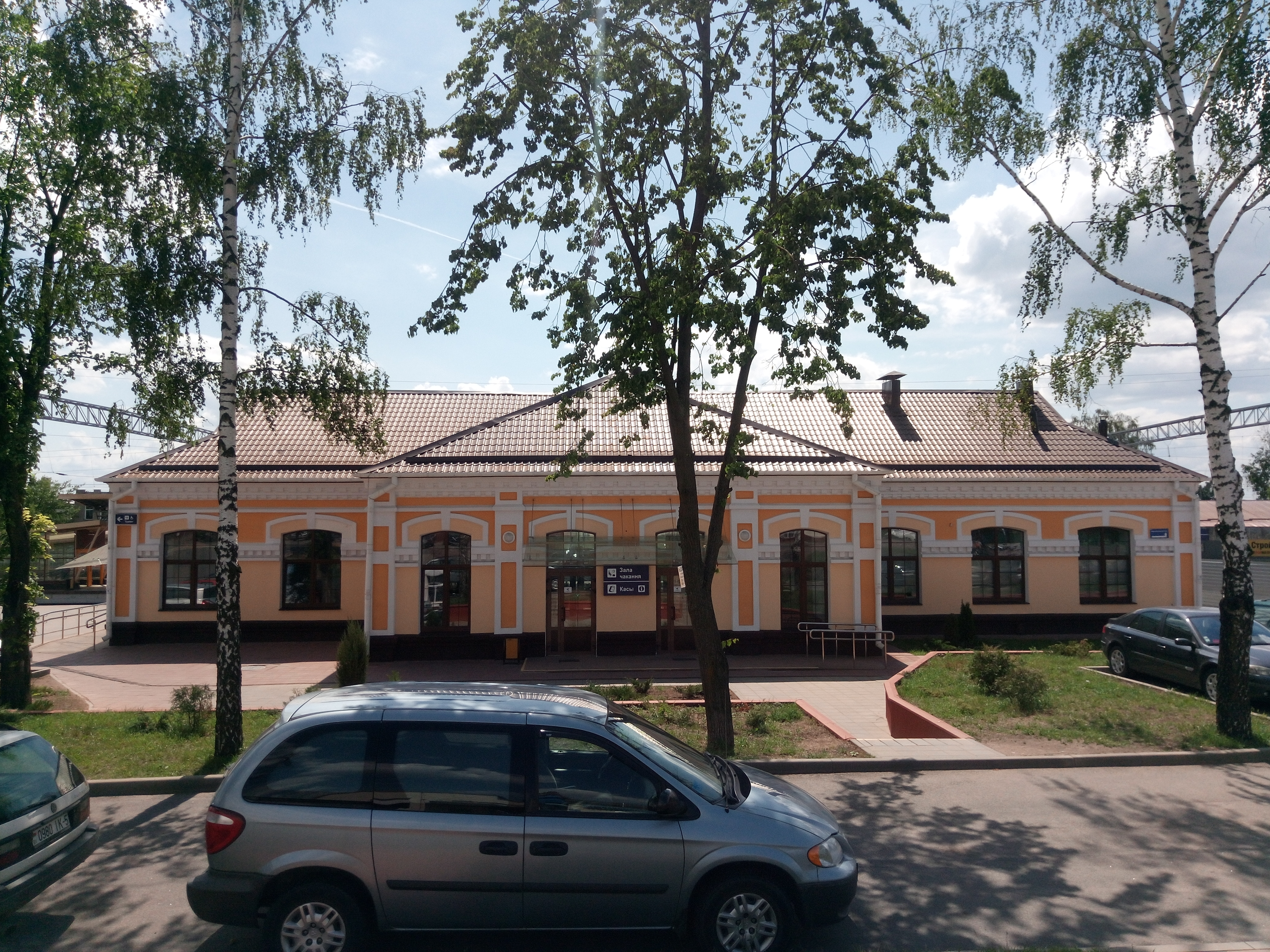
Вигляд вокзалу з вулиці Руденської
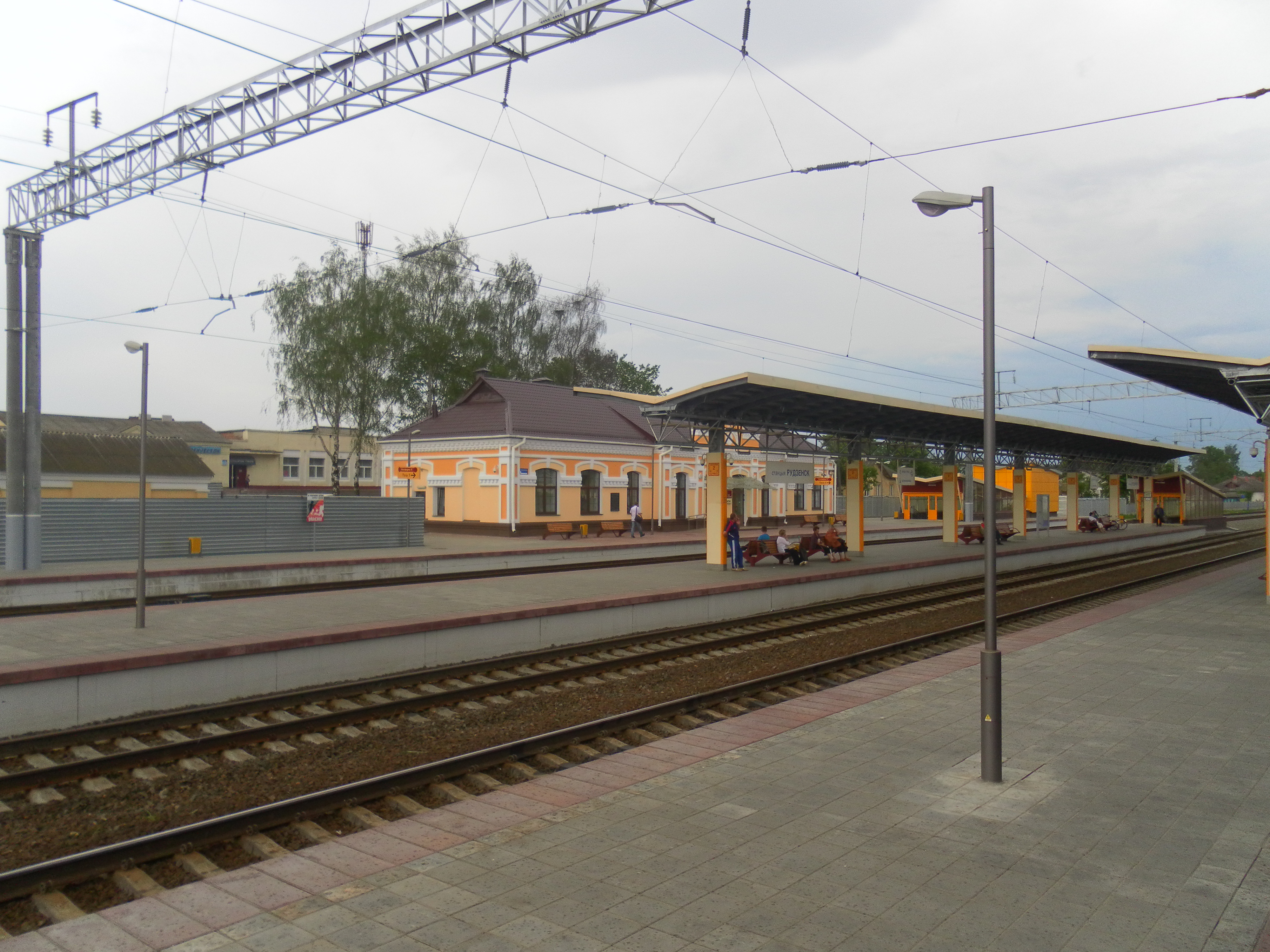
Перони станції
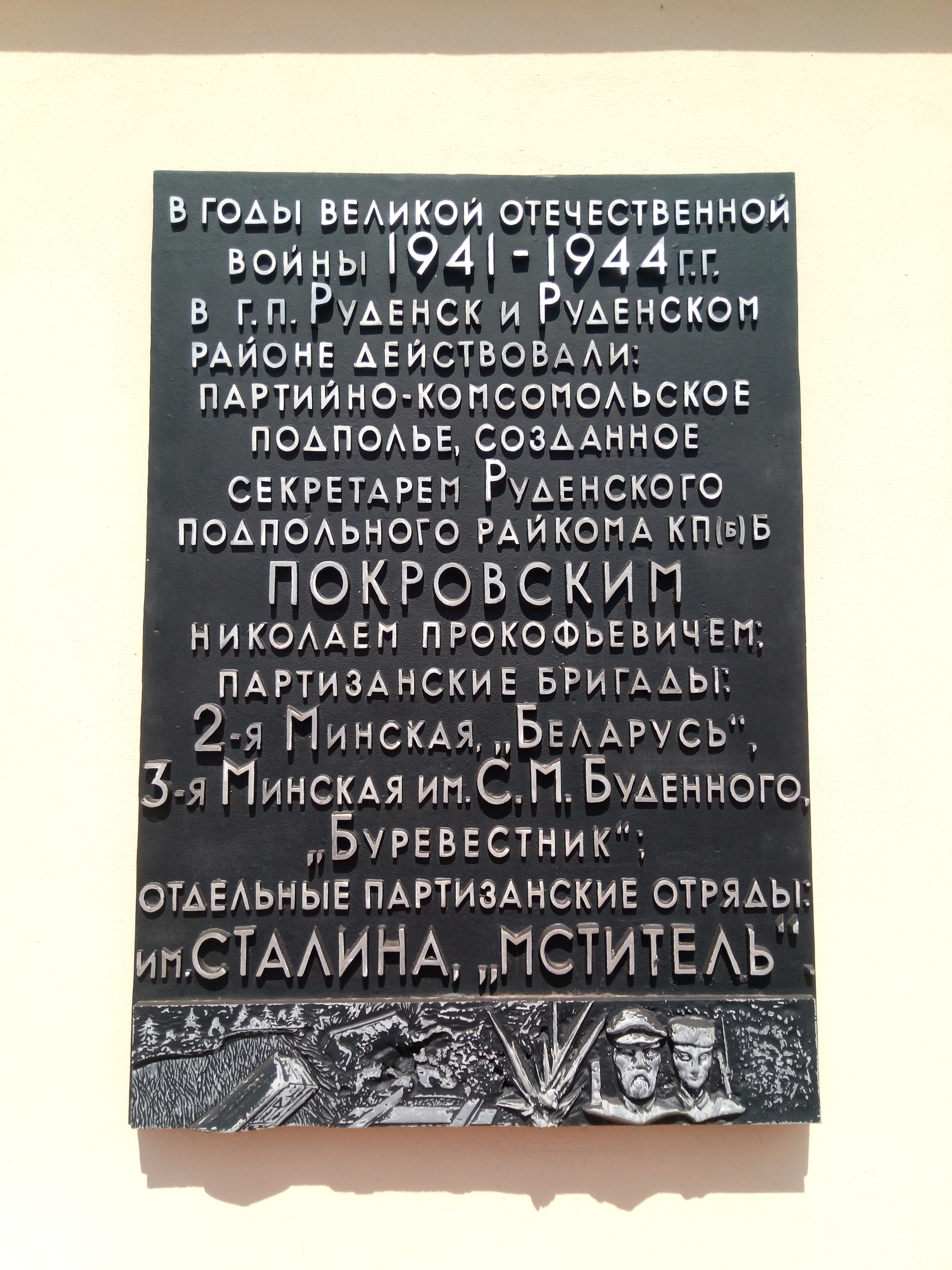
Меморіальна дошка на будівлі вокзалу
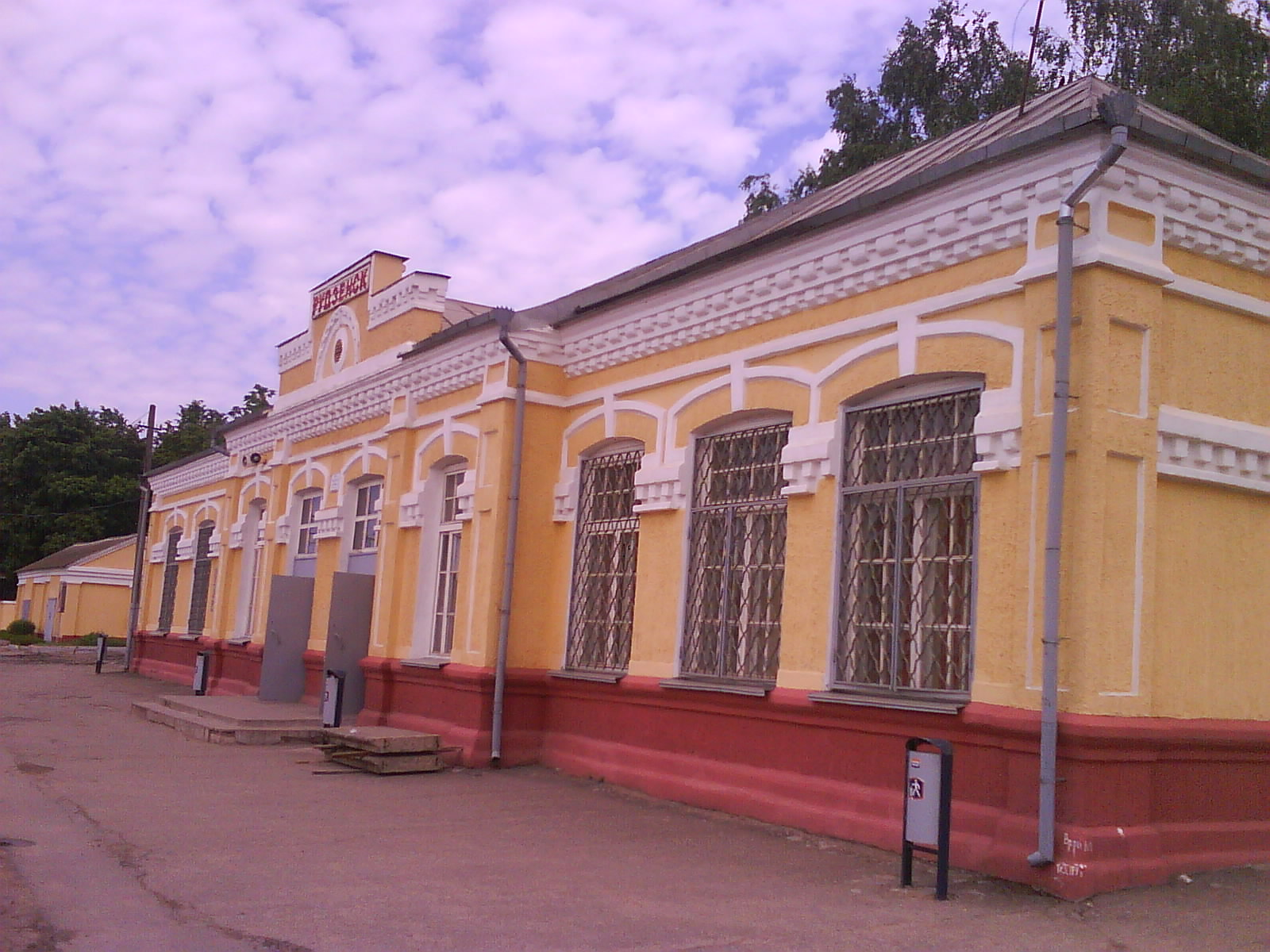
Вокзал 19 травня 2013